# Ottelia
Ottelia (deutsch Ottelie) ist eine aus etwa 20 Arten bestehende Wasserpflanzengattung in der Familie der Froschbissgewächse (Hydrocharitaceae).

## Beschreibung
Ottelia-Arten sind ausdauernde, krautige Süßwasserpflanzen. Die Sprossachse ist meist kormusähnlich verdickt. Die Blätter sind grundständig, gestielt und für gewöhnlich an der Basis scheidig. Die Blattspreite ist untergetaucht oder schwimmt manchmal auf der Wasseroberfläche. Sie ist linealisch bis breit eiförmig und 3 bis 11-aderig. Die Spatha ist elliptisch bis eiförmig und meist 2 bis 6-flügelig. Ihre Spitze ist zwei- oder dreigeteilt. 

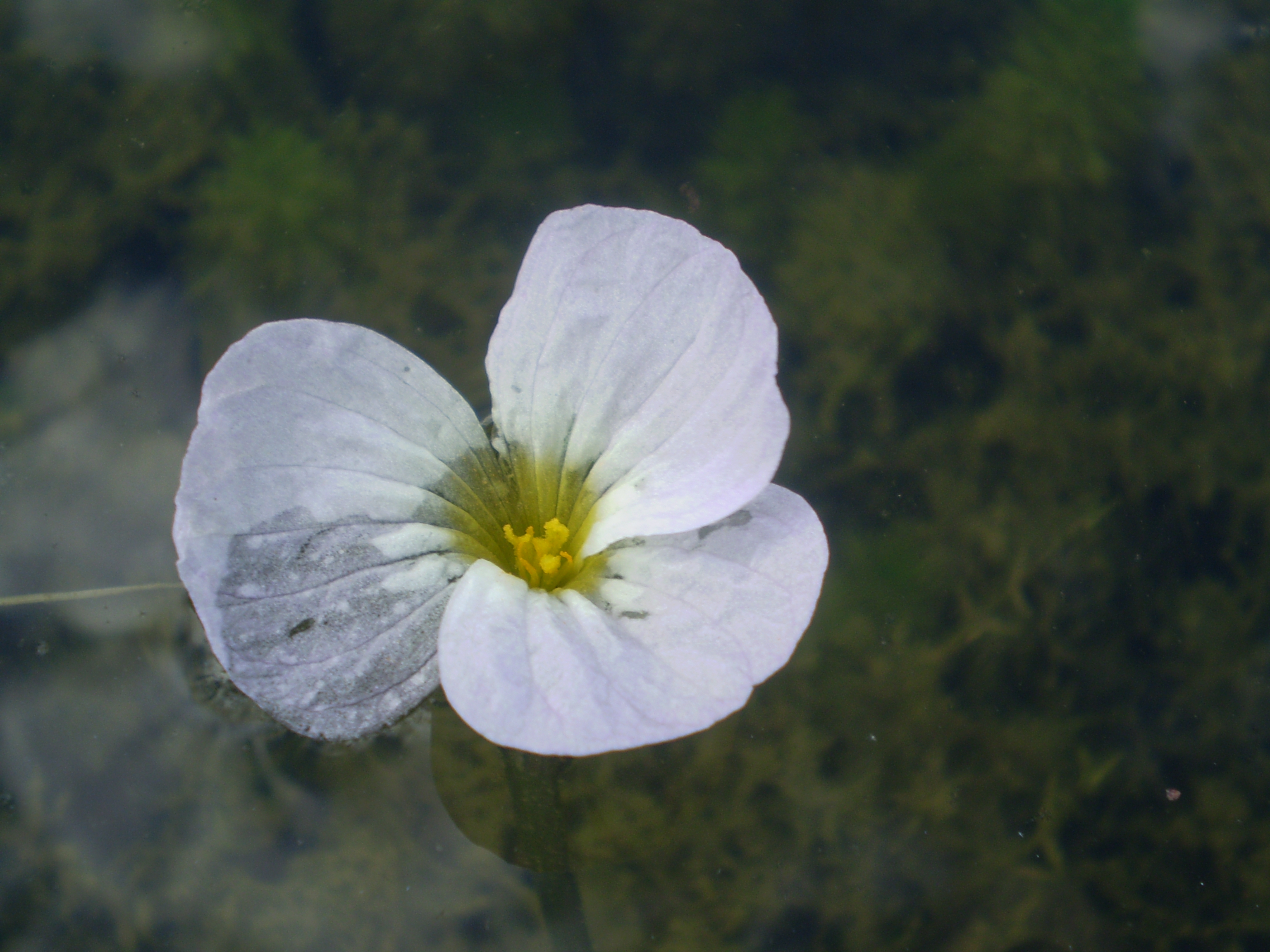
Ottelia alismoides, Blüte

Die Pflanzen weisen eine bis viele Blüten auf. Die Blüten sind zweigeschlechtig oder eingeschlechtig, in letzterem Fall sind die Pflanzen diözisch. Männliche Blüten besitzen meist einen längeren Blütenstiel. Zwittrige und weibliche Blüten sind kurz gestielt und/oder haben keinen Stiel. Die Kelchblätter sind grünlich und linealisch, länglich oder eiförmig. Die 3 Kronblätter sind farbig, rund bis breit verkehrt-eiförmig und viel länger und breiter als die Kelchblätter. Es sind 3 bis 15 Staubblätter vorhanden. Die Staubfäden sind linealisch und abgeflacht. Staminodien sind in weiblichen Blüten oft drei vorhanden, seltener 2, 1 oder sie fehlen. Der Fruchtknoten besteht aus 3, 6, 9 oder selten noch mehr Fruchtblättern. Die Samenanlagen sind zahlreich. Je Griffel sind 2 linealische Narben vorhaben. Die Früchte sind zylindrisch, spindelförmig oder konisch. Die zahlreichen Samen sind klein und oft haarig. Die sich entwickelnde Frucht („Wasserbeere“) gelangt nach der Bestäubung unter Wasser.

## Systematik und Verbreitung
Die nach einem malabarischen Volksnamen benannte Gattung Ottelia wurde 1805 von Christian Hendrik Persoon aufgestellt. Synonyme für Ottelia Persoon sind Damasonium Schreb. nom. illeg., Beneditaea Toledo, Boottia Wall., Hymenotheca Salisb., Oligolobos Gagnep., Xystrolobos Gagnep.
Die Gattung kommt von tropischen über subtropische bis in gemäßigte Gebiete in Asien, Afrika, Australien und Südamerika vor.
Die Gattung Ottelia umfasst etwa 20 Arten:
- Ottelia acuminata (Gagnep.) Dandy: Es gibt fünf Varietäten:[1]
  - Ottelia acuminata (Gagnep.) Dandy var. acuminata: Sie kommt vom südlichen China bis Hainan vor.[1]
  - Ottelia acuminata var. crispa (Handel-Mazzetti) H.Li: Dieser Endemit kommt nur in Lugu Hu in Yunnan vor.[1]
  - Ottelia acuminata var. jingxiensis H.Q.Wang & S.C.Sun: Dieser Endemit kommt nur in Jingxi in Guangxi vor.[1]
  - Ottelia acuminata var. lunanensis H.Li: Dieser Endemit kommt nur in Lunan in Yunnan vor.[1]
  - Ottelia acuminata var. songmingensis Z.T.Jiang, H.Li & Z.L.Dao: Sie wurde 2005 aus Yunnan erstbeschrieben.[1]
- Ottelia alismoides (L.) Pers. (Syn.: Ottelia japonica Miq.): Sie ist im tropischen bis subtropischen Asien über Malesien bis zum nördlichen Australien weitverbreitet.[1] In Reisfelder Südeuropas wurde sie eingeschleppt.[2]
- Ottelia balansae (Gagnep.) Dandy: Sie kommt in Vietnam und in den chinesischen Provinzen Guangxi, Guizhou sowie Yunnan vor.[1][3]
- Ottelia brachyphylla (Gürke) Dandy: Sie kommt im südlichen Sudan, in der südlichen Demokratischen Republik Kongo und im östlichen Tansania vor.[1]
- Ottelia brasiliensis (Planch.) Walp.: Sie kommt in Paraguay, Brasilien und nordöstlichen Argentinien vor.[1]
- Ottelia cordata (Wall.) Dandy: Sie kommt von Bangladesch über Indochina bis Hainan vor.[1]
- Ottelia cylindrica (T.C.E.Fr.) Dandy: Sie kommt in der südlichen Demokratischen Republik Kongo, in Angola und in Sambia vor.[1]
- Ottelia emersa Z.C.Zhao & R.L.Luo: Dieser Endemit kommt nur im Guixian in Guangxi vor.[1]
- Ottelia exserta (Ridl.) Dandy: Sie kommt von Somalia bis ins südliche Afrika vor.[1]
- Ottelia fischeri (Gürke) Dandy: Sie kommt in Kenia, Tansania, Uganda, Malawi, Mosambik und Sambia vor.[1]
- Ottelia kunenensis (Gürke) Dandy: Sie kommt von Angola über Sambia und Namibia bis ins nördliche Botswana vor.[1]
- Ottelia lisowskii Symoens: Sie wurde 2009 erstbeschrieben. Sie kommt in der südlichen Demokratischen Republik Kongo und in Sambia vor.[1]
- Ottelia mesenterium (Hallier f.) Hartog: Sie kommt nur in Sulawesi vor.[1]
- Ottelia muricata (C.H.Wright) Dandy: Sie kommt vom tropischen südlichen Afrika bis Namibia vor.[1]
- Ottelia obtusifolia T.C.E.Fr.: Sie kommt in der südlichen Demokratischen Republik Kongo und im nördlichen Sambia vor.[1]
- Ottelia ovalifolia (R.Br.) Rich.: Es gibt zwei Unterarten:[1]
  - Ottelia ovalifolia subsp. chrysobasis S.W.L.Jacobs: Sie kommt im nördlichen Australien in den Bundesstaaten Queensland sowie Western Australia vor.[1]
  - Ottelia ovalifolia (R.Br.) Rich. subsp. ovalifolia: Sie kommt in Australien vor.[1]
- Ottelia profundecordata Symoens: Sie wurde 2009 erstbeschrieben. Sie kommt in der Demokratischen Republik Kongo und Zentralafrikanischen Republik vor.[1]
- Ottelia scabra Baker: Sie kommt im Sudan und in Uganda vor.[1]
- Ottelia ulvifolia (Planch.) Walp. („Meersalatblättrige Ottelie“): Es werden seit 2015 zwei Unterarten beschrieben:[1]
  - Ottelia ulvifolia subsp. lancifolia (A.Rich.) Symoens: Sie hat seit 2015 den Rang einer Unterart. Sie ist im tropischen westlichen-zentralen Afrika und Äthiopien sowie Angola verbreitet.[1]
  - Ottelia ulvifolia (Planch.) Walp. subsp. ulvifolia: Sie ist von Äthiopien sowie Erithrea über das tropische bis zum südlichen Afrika weitverbreitet und kommt auf Madagaskar vor.[1]
- Ottelia verdickii Gürke: Sie kommt vom westlichen Tansania über die Demokratische Republik Kongo und Sambia bis Angola vor.[1]

## Belege
- Qingfeng Wang, Youhao Guo, Robert R. Haynes, C. Barre Hellquist: Ottelia. In: Flora of China Vol. 23 Hydrocharitaceae, S. 91 u. 95 (online)